# 若望·巴特利爵·奧馬利

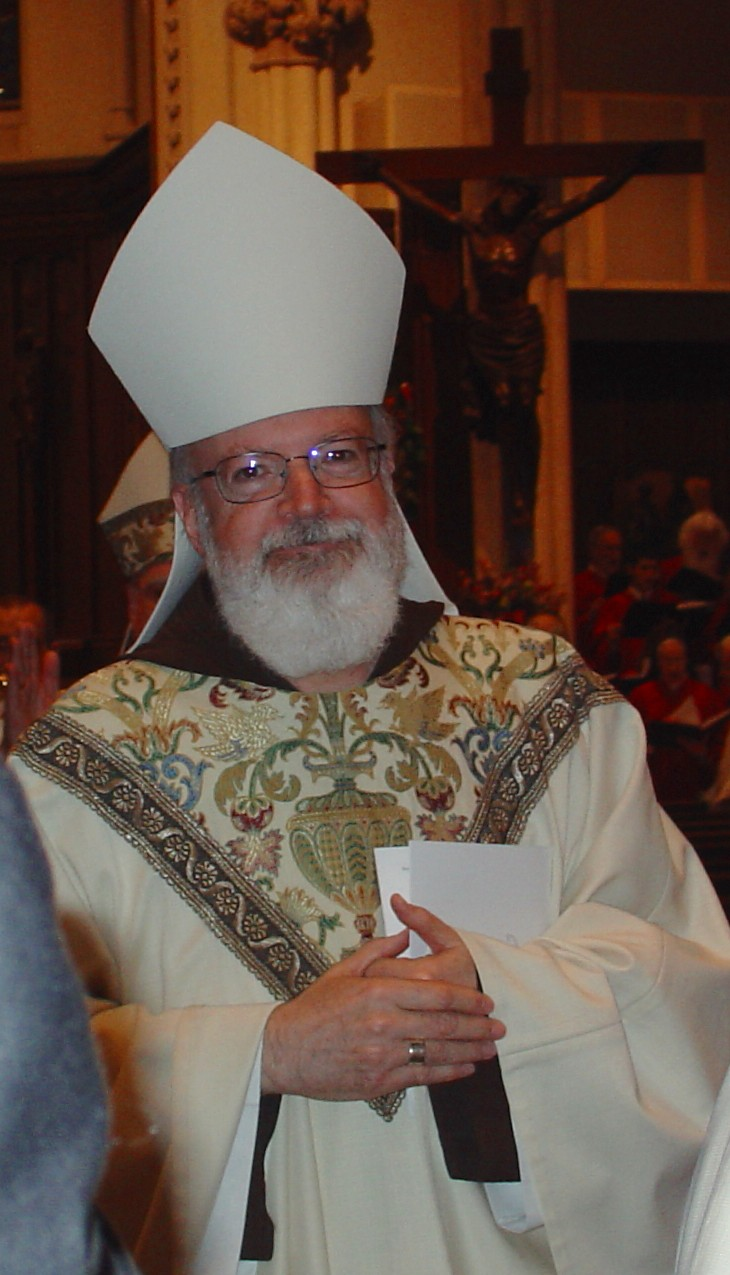
蕭恩·巴特利爵·奥玛利枢机

若望·巴特利爵·奧馬利（英語：Seán Patrick O'Malley，1944年6月29日—），天主教会枢机，美国人，现任天主教波士顿总教区总主教和宗座兒童保護委員會主席。
奥玛利出生于美国俄亥俄州萊克伍德，于1970年8月29日晋铎，1984年8月2日晋牧。2003年7月1日起出任天主教波士顿总教区总主教。2006年3月24日被教宗本笃十六世册封为枢机。

## 牧徽

蕭恩·巴特利爵·奥玛利枢机牧徽